# Arius nudidens
Arius nudidens es una especie de pez de la familia Ariidae en el orden de los Siluriformes.

## Distribución geográfica
Se encuentra en el río Lorentz (Nueva Guinea) y Irian Jaya (Indonesia ).